# Zrinka Terzić
Zrinka Terzić (Vrgorac, 22. studenoga 1974.), hrvatska je pjesnikinja.
Matematičku gimnaziju (MIOC) završava u Splitu. Diplomirala je teologiju u Rijeci, gdje živi i radi kao vjeroučiteljica u osnovnoj školi. Pohađala je višegodišnju edukaciju iz psihoterapije.

## Djela
- Svitanje (pjesme, 2018.)
- Ne, ja nisam Afrodita (pjesme, 2019.)
- Stoga, plamti... (pjesme, 2021.)